# Romedius-Pilgerweg
Der Romedius-Pilgerweg, auch Romediusweg genannt, ist ein Pilger- und Fernwanderweg, der von der Romediuskirche in Thaur nach San Romedio, also von Nordtirol über Südtirol ins Trentino führt. Der Weg soll auch die Natur und die kulturelle Vielfalt der Europaregion Tirol-Südtirol-Trentino vermitteln sowie Momente der Ruhe und der Einkehr erlauben. Namensgeber des Wegs ist der Heilige Romedius.
Der Weg führt zu Wallfahrtsstätten, Bildstöcken, Marterln, Almen sowie über Gebirgspässe und Grenzübergänge.

## Eckdaten
Der als schwer eingestufte Romedius-Pilgerweg ist 184,3 km lang, weist Aufstiege über insgesamt 9728 Hm und Abstiege über insgesamt 9773 Hm auf. Höchster Punkt der Route ist mit 2.700 m die Schneebergscharte (Kaindljoch), der tiefste Punkt liegt bei 293 m in Meran. Die Gehzeit wird mit knapp 65 Stunden angegeben, wofür 12 Tagesetappen veranschlagt werden.
Für bestimmte Streckenabschnitte sind Trittsicherheit und Bergerfahrung nötig.

## Initiierung
Im Jahr 2014 hat der Tiroler Bergwanderführer Hans Staud gemeinsam mit Pfarrer Martin Ferner, beide aus Thaur, den Romedius-Pilgerweg ins Leben gerufen; die Vorbereitungen begannen 2013. Anlass war das Jubiläum „50 Jahre Diözese Innsbruck“.

## Etappen
Die vorgeschlagenen 12 Etappen sind:
1. Etappe: Thaur – Mieders
2. Etappe: Mieders – Maria Waldrast – Trins
3. Etappe: Trins – Obernberg
4. Etappe: Obernberg – Innerpflersch (St. Anton)
5. Etappe: Innerpflersch (St. Anton) – Maiern im Ridnauntal
6. Etappe: Maiern im Ridnauntal – St. Martin am Schneeberg
7. Etappe: St. Martin am Schneeberg – Pfelders
8. Etappe: Pfelders – Bockerhütte
9. Etappe: Bockerhütte – Völlan
10. Etappe: Völlan – Unsere Liebe Frau im Walde
11. Etappe: Unsere Liebe Frau im Walde – Romeno
12. Etappe: Romeno – San Romedio